# Оборотни (фильм, 2005)
«Оборотни» (англ. Cursed) — американский мистический фильм ужасов 2005 года, над которым работали создатели киносерии «Крик» — режиссёр Уэс Крейвен и сценарист Кевин Уильямсон. В создании картины также принял участие знаменитый мастер по спецэффектам Рик Бейкер («Люди в чёрном», «Американский оборотень в Лондоне», «Звёздные войны»).

## Сюжет
Однажды лунной ночью брат и сестра Джимми и Элли (Джесси Айзенберг и Кристина Риччи), ехавшие на машине по лесной дороге, неожиданно попадают в аварию, причиной которой стало животное, похожее на волка. В результате этого инцидента брат и сестра остаются почти невредимыми, однако с тех пор в их жизни происходят кардинальные изменения.
Они вдруг начинают замечать, что стали обладать огромной физической силой, что их чувства и ощущения обрели необычайную остроту, а окружающие начали с особым вниманием относиться к ним. В итоге Джимми и Элли догадываются, что происходящие с ними перемены как-то связаны с тем несчастным случаем.

## История создания
Съёмки проводились в Лос-Анджелесе с 17 марта 2003 года по начало 2004 года с 11-недельным перерывом. Крэйвен заявил, что данным фильмом сделает для поджанра фильмов ужасов про оборотней то же, что и сделал фильмом «Крик» для слэшеров. Процесс производства был тяжёлым, а сценарий переделывался несколько раз. В итоге, снятый фильм продюсерам не понравился, ввиду чего пришлось переснимать около половины фильма, из-за чего из сюжета выпали некоторые герои и поменялись актёры. Также пересъёмка потребовала выделения дополнительных финансовых средств и смещения даты выхода картины почти на годичный срок.

## В ролях
| Актёр            | Роль                                              |
| ---------------- | ------------------------------------------------- |
| Кристина Риччи   | Элли                                              |
| Джесси Айзенберг | Джимми                                            |
| Джошуа Джексон   | Джэйк                                             |
| Джуди Грир       | Джони                                             |
| Порша Де Росси   | Зела                                              |
| Майя             | Дженни Тэйт                                       |
| Шэннон Элизабет  | Бэкки Мортон                                      |
| Кристина Анапау  | Бруки                                             |
| Майкл Розенбаум  | Кайл                                              |
| Майло Вентимилья | Бо                                                |
| Мишель Крусик    | Коллега Элли по работе, у которой шла кровь носом |